# Ludwig von Welden
Ludwig von Welden, avstrijski general in vojaški zgodovinar, * 16. junij 1780, † 7. avgust 1853.